# Nicolás Sáez de Elola
Nicolás Sáez de Elola (Azpeitia1505 -1553)  fue un capitán español bajo el mando de  Francisco Pizarro  en la conquista del Perú que participó en los hechos de Cajamarca con la captura y ajusticiamiento de Atahualpa, último soberano inca.
Parte de las riquezas que obtuvo en su periplo Americano las destinó  a labores humanitarias y artísticas en su localidad natal destacando la capilla de Santa María de San Sebastián en Azpeitia.

## Biografía
Nació en la localidad vasca de Azpeitia, al norte de España,  en 1505.
Provenía de una familia trabajadora que le proporcionó cierta educación  como leer y escribir.
Al igual que muchos jóvenes de la época, Nicolás se hizo a la mar empujado por diversas motivaciones, entre las que primaba el aumento de la fortuna personal y a que  su nombre perdurara en el tiempo.
Se estima que partió hacia América en su veintena a las órdenes de Pascual de  Andagoya , de origen vasco al igual que Elola.
Su primer destino fue Panamá donde se unió en 1531 a la expedición de Pizarro que con 180 hombres partió con miras a conquistar y tomar tierras más allá de las hasta entonces exploradas por  Diego de Almagro y Bartolomé Ruiz.
Llegados a noviembre de 1532, las fuerzas españolas se situaron en las proximidades de Cajamarca. El inca Atahualpa y su séquito de nobles se hallaban en las inmediaciones. Tras algunas vacilaciones, el 16 de noviembre se hizo efectiva la petición de los españoles de un encuentro en la plaza de Cajamarca. El inca y sus nobles avanzaron por la plaza mientras Pizarro ocultaba a sus jinetes en diversos edificios, mientras los hombres de a pie vigilaban las entradas a la plaza cercada. 
Tras una primera toma de contacto y después de que Atahualpa arrojara la biblia al suelo, se dio la señal de ataque. Nicolás de Azpeitia y el resto de capitanes salieron de sus escondrijos en sus respectivas monturas, prestos y en galopada, atacando con lanzas, espadas y armas de fuego. Aunque la superioridad numérica jugaba a favor de los indios, lo elemental de su armamentística, más el pavor que suscitaron los caballos y el ruido atronador de sus cascos, hizo que la balanza pronto se inclinara del lado de los españoles. No se contabilizó baja alguna entre sus filas , frente a los cientos de indígenas que murieron aplastados por los caballos y por la asfixia provocada por la huida descontrolada de los mismos.
Atahualpa, prisionero, prometió grandes cantidades de oro a cambio de su libertad. El oro llegó a manos de los conquistadores, sin embargo, la liberación del inca se tornó en ejecución.
En 1533 se repartió el tesoro de Atahualpa entre los hombres de Cajamarca, distinguiendo por su servicio a los hombres de a caballo y los de a pie. Nicolás de Azpeitia se encuentra en el listado de los hombres de a caballo. Le  correspondieron 8.880 pesos de oro y 339 marcos de plata.
En  1533 las tropas de Pizarro se dirigieron a Jauja donde Elola se instaló como  contador  para registrar los barcos que llegaran al puerto de Pachacama u otros.
Nicolás de Elola parece que fue uno de los beneficiiados del reparto de las mujeres notables del inca. Según documentación de Sevilla, Nicolás regresó del Perú casado con una india  cuyo padre dio en dote por ella nada menos que 8.000 ducados de oro. Nada más llegar a la ciudad andaluza, el de Azpeitia se desembarazó de ella  lo que le generó un pleito documentado en el Archivo de Indias en el que la reina  Isabel de Portugal apoyaba a la india en sus demandas.
El oro de Cajamarca hizo de Nicolás de Elola y sus compañeros hombres inmensamente ricos, tanto más que muchos de los que habían participado en la conquista de otras zonas del sur de América.
El regreso de Nicolás de Azpeitia a su villa natal está sin concretar, aunque parece que a mediados del año 1534 ya estaba en España.
En 1536 se casó con  Ana Vélez de Alzaga, de uno de los linajes más importantes de Azpeitia. 
Su posición  social le llevó a ser alcalde de Azpeitia y a levantar una casa torre en la localidad.
En Azpeitia se  dedicó  a negocios de préstamo y compra de ganado y a otros negocios aprovechando las relaciones establecidas en América y Sevilla.

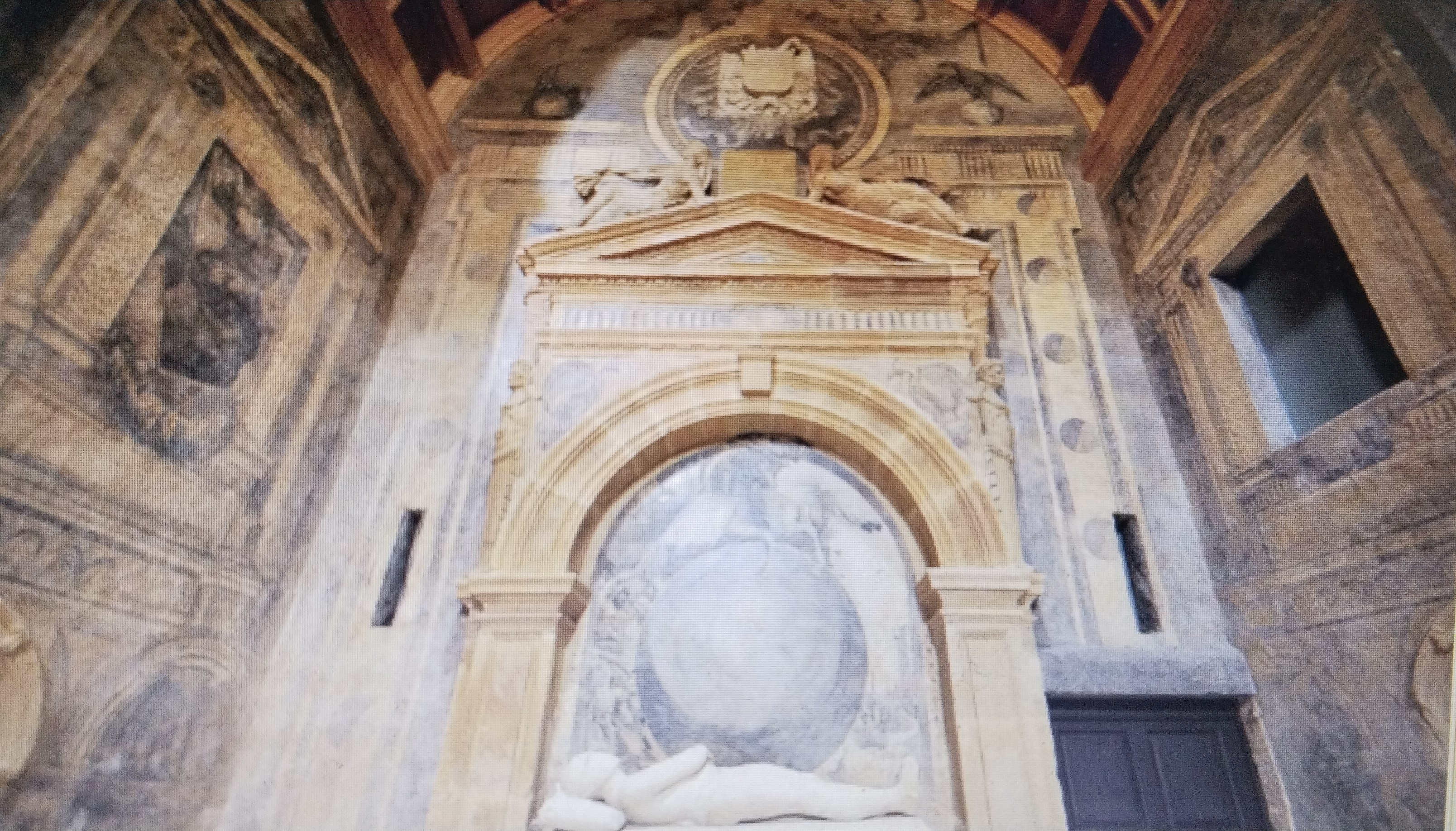
Capilla del Silencio y Mausoleo de Nicolás Sáez de Elola en la Iglesia parroquial de Azpeitia

Los últimos datos que existen de Nicolás Elola son los referentes al divorcio en 1552  de Ana Vélez que le acusó  de malos tratos.
A la muerte del indiano, los hombres que conformaban el concejo de la villa de Azpeitia, como testamentarios y albaceas de sus últimas voluntades, procedieron a la lectura del testamento, que, entre otras muchas cosas, anotaba que  habría de erigirse una capilla funeraria que albergara los restos del difunto, capilla que sería el legado más importante para la villa guipuzcoana y actualmente denominada capilla de la soledad.
Con un total de 2.200 ducados de oro y siguiendo las trazas dadas por el maestro cantero Domingo de Rezabal, comenzaron unas obras que darían como resultado una joya renacentista, única en Guipúzcoa y el País Vasco, en la que sus tres disciplinas, arquitectura, escultura y pintura, corrieron parejas.